# Villavieja (Huila)

Bandeira do município de Villavieja.

Villavieja é um município da Colômbia, localizado no departamento de Huila.